# Gerhard Bärsch

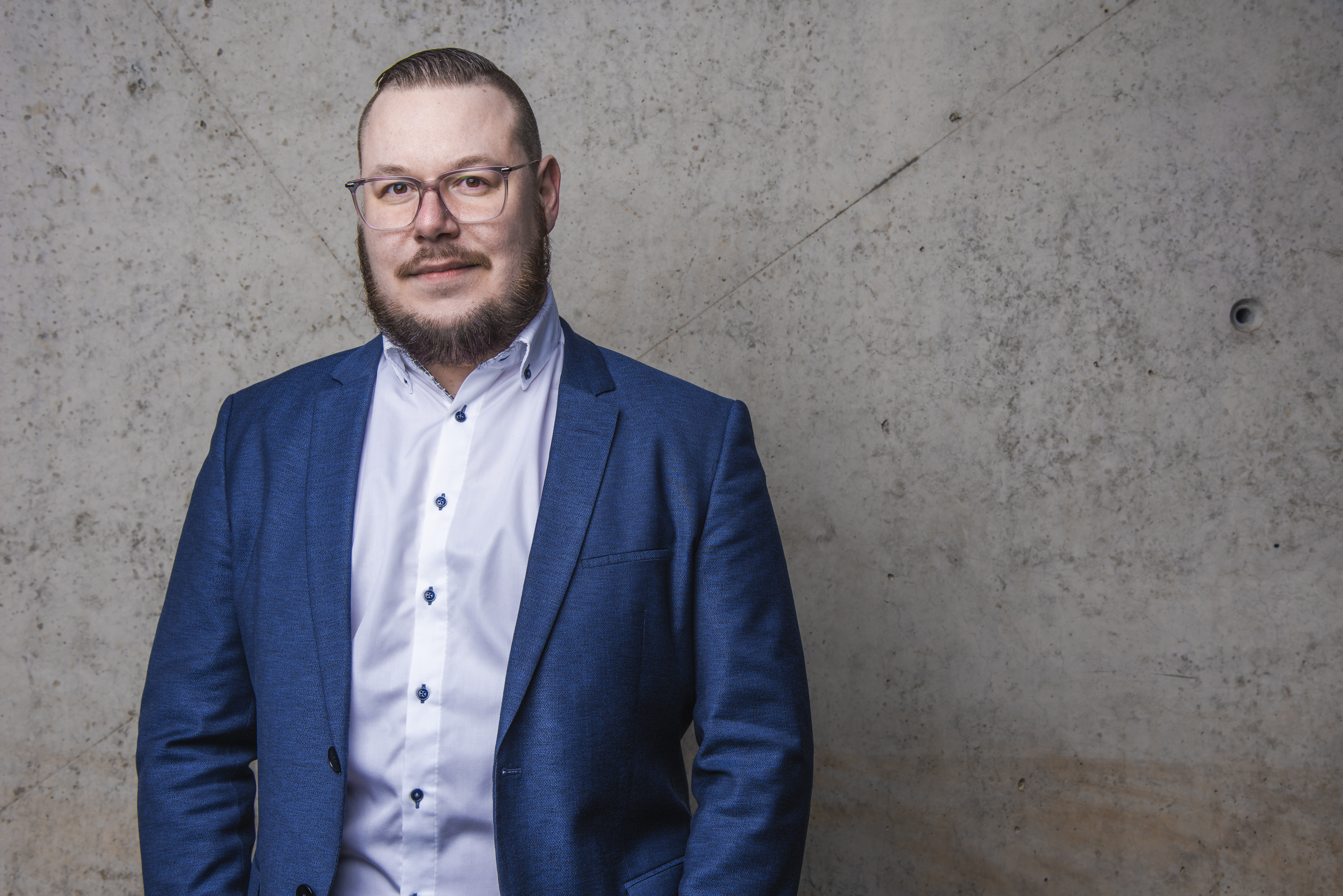
Gerhard Bärsch (2023)

Gerhard Bärsch (* 11. Juli 1988 in Bad Soden am Taunus) ist ein deutscher Politiker der Alternative für Deutschland (AfD). Er ist seit 2024 Mitglied des Hessischen Landtags.

## Leben
Er studierte Verwaltungswissenschaften und ist als Unternehmensberater tätig. Seit 2016 ist er Mitglied der AfD. Bärsch ist verheiratet, Vater von 3 Kindern und lebt in Ulrichstein.

## Politik
Seit 2020 ist er der Sprecher des AfD-Kreisverbandes Vogelsberg. Seit April 2021 ist er zudem Fraktionsvorsitzender der AfD-Fraktion im Kreistag des Vogelsbergkreises und dort Mitglied im Ältestenrat und im Haupt-, Finanz- und Wirtschaftsausschuss.
Bei der Bundestagswahl 2021 kandidierte er für die AfD Hessen auf Platz 11 der Landesliste, verpasste jedoch den Einzug in den Deutschen Bundestag.
Für die Landtagswahl in Hessen 2023 wurde er von den Delegierten erneut auf Listenplatz 11 der Landesliste gewählt. Zudem kandidierte er als Direktkandidat im Wahlkreis 20 (Vogelsberg – Laubach – Rabenau). Er erhielt 14.163 Erststimmen, also 22,14 Prozent der Stimmen und belegte damit den zweiten Platz hinter dem direkt gewählten Abgeordneten Michael Ruhl (CDU). Über die Landesliste wurde Bärsch als Abgeordneter in den 21. Hessischen Landtag gewählt.
Dort ist er für die AfD-Fraktion Sprecher für Familien- und Kinderpolitik, Sprecher für Jugendpolitik, sowie stellvertretender Sprecher für Gesundheitspolitik, Arbeitspolitik, Sozialpolitik und Obmann der Enquetekommission „Demokratie und Teilhabe leben - Beteiligung junger Menschen stärken“.